# Crómlech

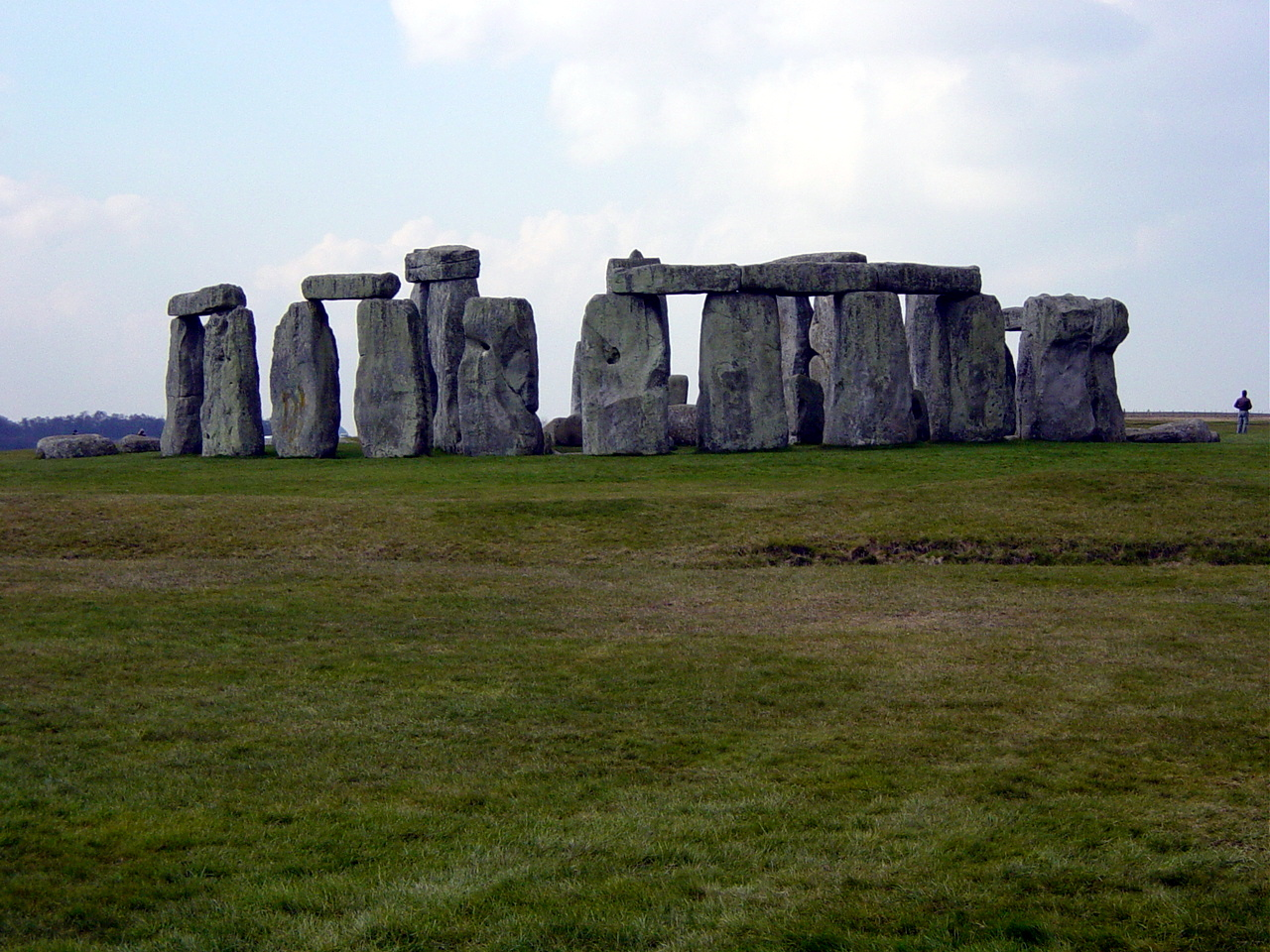
Crómlech de Stonehenge, Reino Unido.

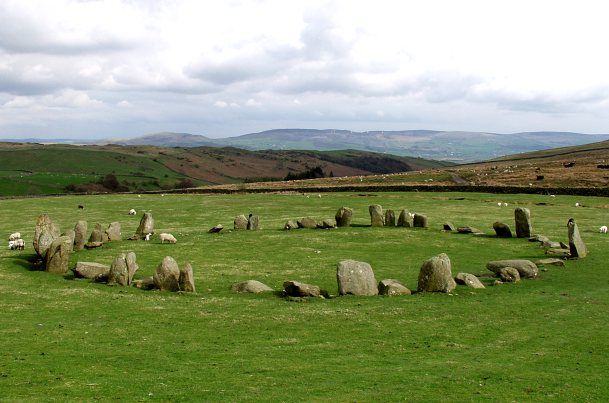
Crómlech de Swinside, Reino Unido.

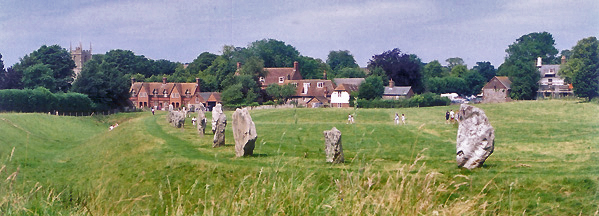
Círculo de Avebury junto al pueblo de ese mismo nombre, en el condado de Wiltshire, en Inglaterra.

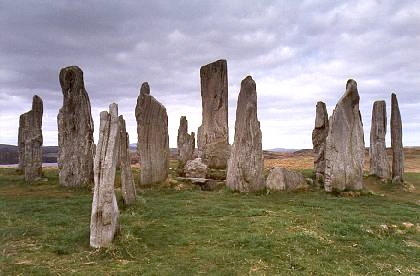
Las Piedras de Callanish.

Un crómlech, palabra proveniente del galés crom-lech o crom-leach, es un monumento megalítico formado por piedras o menhires introducidos en el suelo y que adoptan una forma circular similar a un muro o elíptica, cercando un terreno. Está difundido por Gran Bretaña y por la Bretaña francesa, así como en la península ibérica, Dinamarca y Suecia.
En castellano también reciben los nombres compuestos de círculo de piedras, anillos de piedras o círculo megalítico.
La palabra cromlech en idioma inglés británico era usada para los dólmenes y no para los círculos de piedra, si bien en ambientes técnicos sí que tiene el mismo uso que en castellano. En francés se da a ese término anglófono el mismo uso que en castellano.

## Etimología
La palabra crómlech proviene del inglés, que la adquirió del antiguo galés. Está formada por crom, «curvado» (crom en femenino), y lech, «piedra plana», y significa «piedra plana (colocada en) curva>>

## Características principales

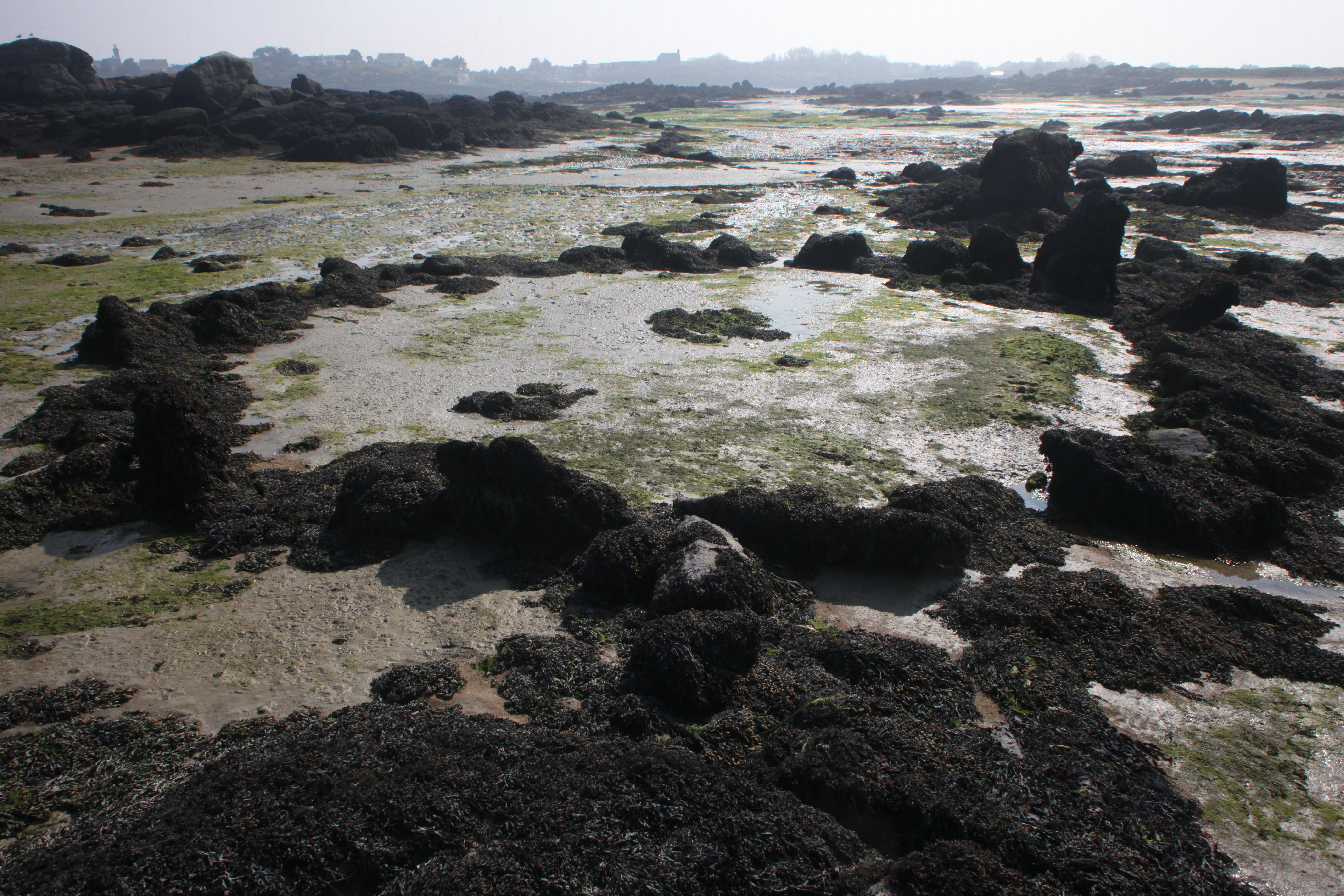
El crómlech de Oeillet cerca de Petit Colombier. Círculo de piedras de aproximadamente 12 m de diámetro.

Un crómlech es un monumento megalítico formado por varias decenas de menhires plantados en forma de circunferencia. Hay menhires dispuestos de forma rectangular, como en Bretaña en el «cuadrilátero de Crucuno», pero el hecho de no ser una disposición circular hace que no sean crómlech en sentido estricto. Esos círculos de piedras podían estar aislados, pareados con otro círculo de piedras o asociados a alineamientos de menhires. El crómlech más conocido y más importante es el crómlech de Stonehenge, en Inglaterra.
Se cree que inicialmente los crómlech fueron solo monumentos funerarios que rodeaban a dólmenes o túmulos y que, más tarde, pudieron convertirse en recintos sagrados y, en algunos casos, en una especie de templos. Estas son hipótesis mantenidas por científicos cuyas investigaciones sobre el megalitismo solo se pueden apoyar en datos arqueológicos y no sobre fuentes escritas.
Los crómlech son mucho más escasos que los otros monumentos megalíticos, como los dólmenes, menhires, etc.
La mayoría parecen datar, especialmente en Europa, de la Edad del Bronce (entre el siglo XXVI a. C. y el siglo X a. C. – 2500 a. C. a 1000 a. C.). Los harrespil (como el de Bilheres, en Aquitania, en los Pirineos Atlánticos) siguieron utilizándose durante la Edad del Hierro. Sin embargo se encuentran algunos más antiguos, que se han podido datar gracias a los objetos neolíticos (especialmente cerámica) encontrados, como en el islote de Er Lannic, en el golfo de Morbihan en Bretaña. 
Los crómlech se encuentran por todo el mundo, desde la India hasta Inglaterra, en Escandinavia, en Cabilia y en América. No parece que se les pueda imputar un simbolismo único. Los skibsaetninger nórdicos (sepulturas colectivas recubiertas por piedras formando el casco de un barco, y que pueden contener cientos de cadáveres), con su forma de barco, tenían seguramente un significado diferente ligado a la mitología nórdica.

## Periodo de construcción y finalidad
La época de construcción de estos monumentos se ubica en la prehistoria reciente, con fechas que van desde 3500 a 2000 a. C.
Los crómlech, como todos los monumentos megalíticos, eran esencialmente de carácter funerario, es decir, necrópolis.

Algunos investigadores llegan a sostener tesis astronómicas, sugiriendo que podrían haber sido observatorios de las estrellas o de los ciclos de la Luna. Estas suposiciones, aunque posibles (por ejemplo en Stonehenge, muy estudiado en este sentido), aún no han sido fehacientemente demostradas y son acogidas con suma prudencia por la comunidad científica.

## Dimensiones
Las dimensiones varían de un sitio a otro. En Francia se pueden visitar crómlechs con diámetros superiores a 100 metros (como la Crêperie de Carnac en Bretaña y los de la Rigalderie y Peyrarines en el Gard). Los menhires que forman los crómlech varían en Francia entre uno y más de tres metros de alto. Algunos crómlech escoceses sobrepasan los cuatro metros de altura.

## Localización geográfica

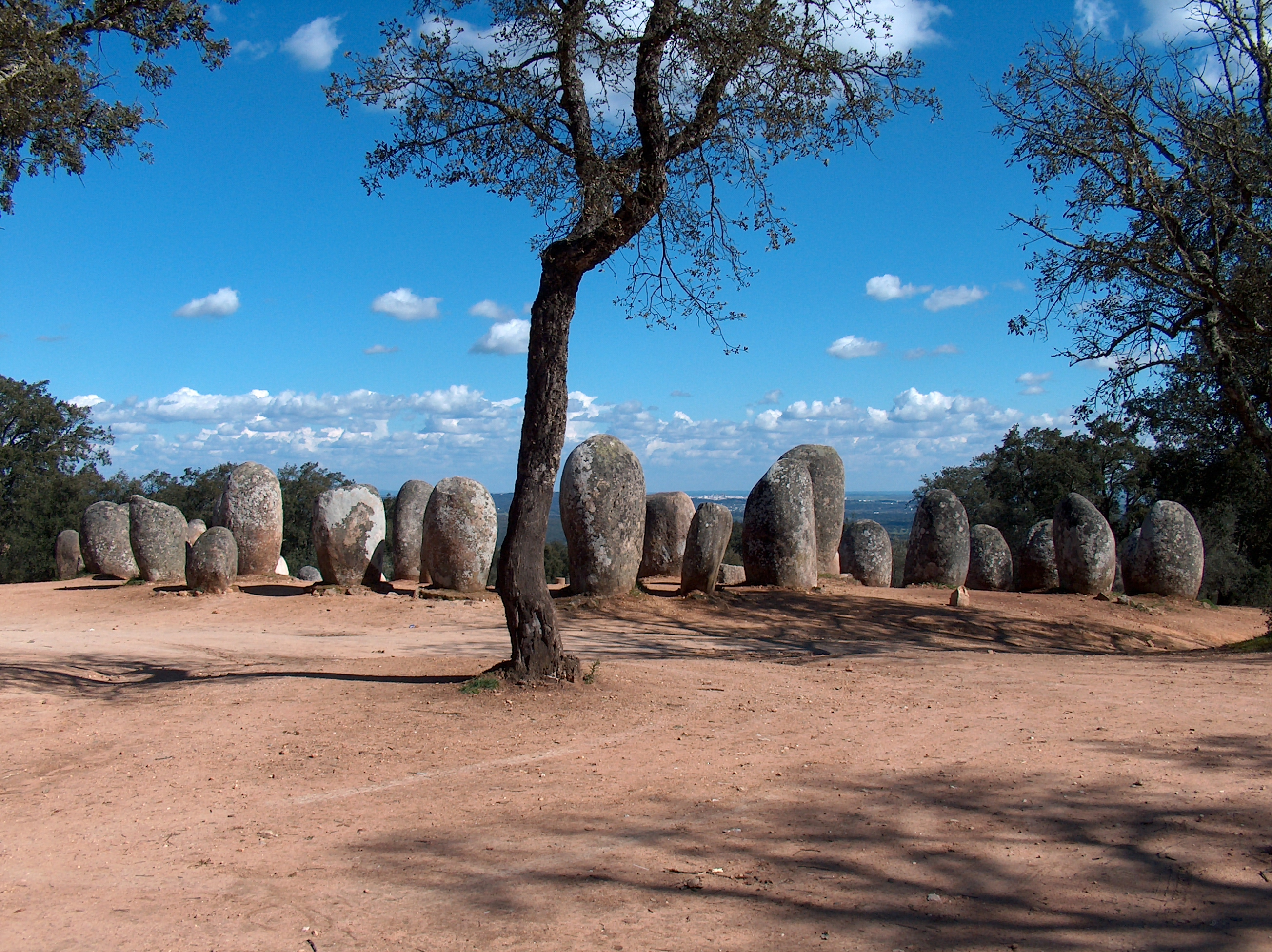
Crómlech de los Almendros, Portugal.

Hay crómlech notables en las islas británicas, especialmente en Escocia (por ejemplo, Achmore y Piedras de Callanish en las Hébridas; las Rocas de Stenness y el Anillo de Brodgar en las Órcadas) y en Cornualles, aunque también los hay en otras zonas de Europa, como en Portugal.
Uno de los más famosos del mundo es el de Stonehenge, formado por varios círculos concéntricos, y uno de los más antiguos de Europa el de Castlerigg, ambos en Inglaterra.
Fuera del continente europeo, hay círculos de piedras en África (Senegal, Gambia, Ghana, Etiopía, Argelia) pero no pueden considerarse crómlech stricto sensu ya que fueron construidos hace tan solo algunos siglos. Y, según la definición comúnmente aceptada, los crómlech son siempre construcciones prehistóricas.
En Francia se conocen crómlech en Bretaña (Crómlech de San Pedro en Saint-Pierre-Quiberon, o el de la isla de Gavrinis ambos en el Morbihan, o en los extremos de los Alineamientos de Carnac), en Aquitania y en el Languedoc (en el yacimiento de Causse de Blandas cerca del cirque de Navacelles en el Gard se encuentran tres de los cuatro crómlech de la región). En el País Vasco francés hay círculos de piedras de pequeño diámetro (una decena de metros) pero se cree que de hecho solo son los contornos circulares de antiguos túmulos que han sido arrasados. Hay también un crómlech de unos 70 metros de diámetro en el Petit-Saint-Bernard, en la frontera franco-italiana entre Saboya y el Valle de Aosta.
También hay un crómlech en el plateau des Combes encima de la cham des Bondons, Lozère. El más majestuoso de sus menhires se conoce como el "Menhir de las tres parroquias", debido a su posición geográfica, en los límites de tres iglesias parroquiales del Antiguo Régimen.
También se encuentra un crómlech en Sailly-en-Ostrevent, en el Paso de Calais.
En Portugal está el crómlech más importante de la península ibérica, el Crómlech de los Almendros, a unos 12 km al oeste de Évora. Tiene varios recintos, uno de ellos formado por tres círculos de menhires y de unos 18 metros de diámetro, y otro ovalado, de 43,6 metros de eje mayor por 32 metros de eje menor.

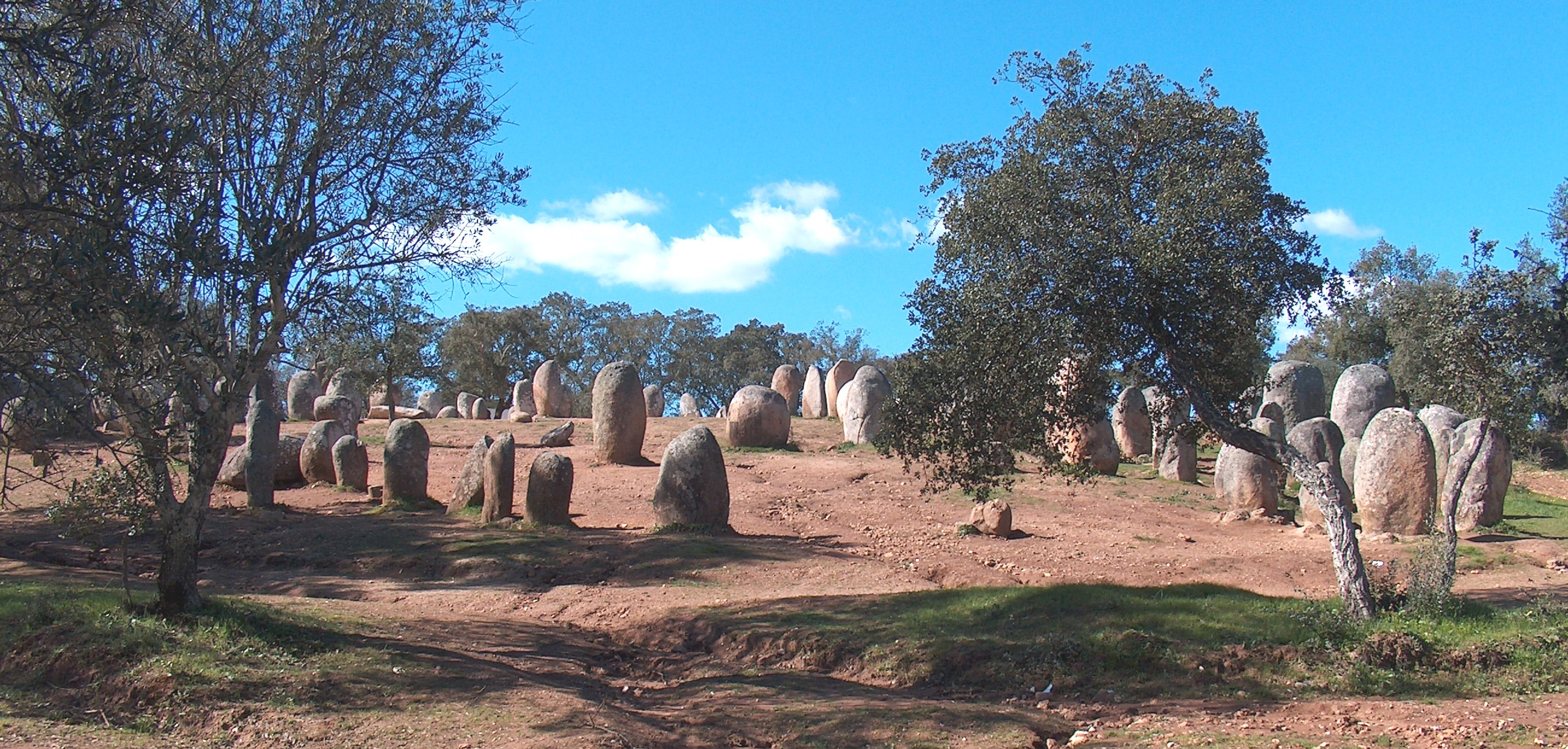
El Crómlech de los Almendros en Portugal.
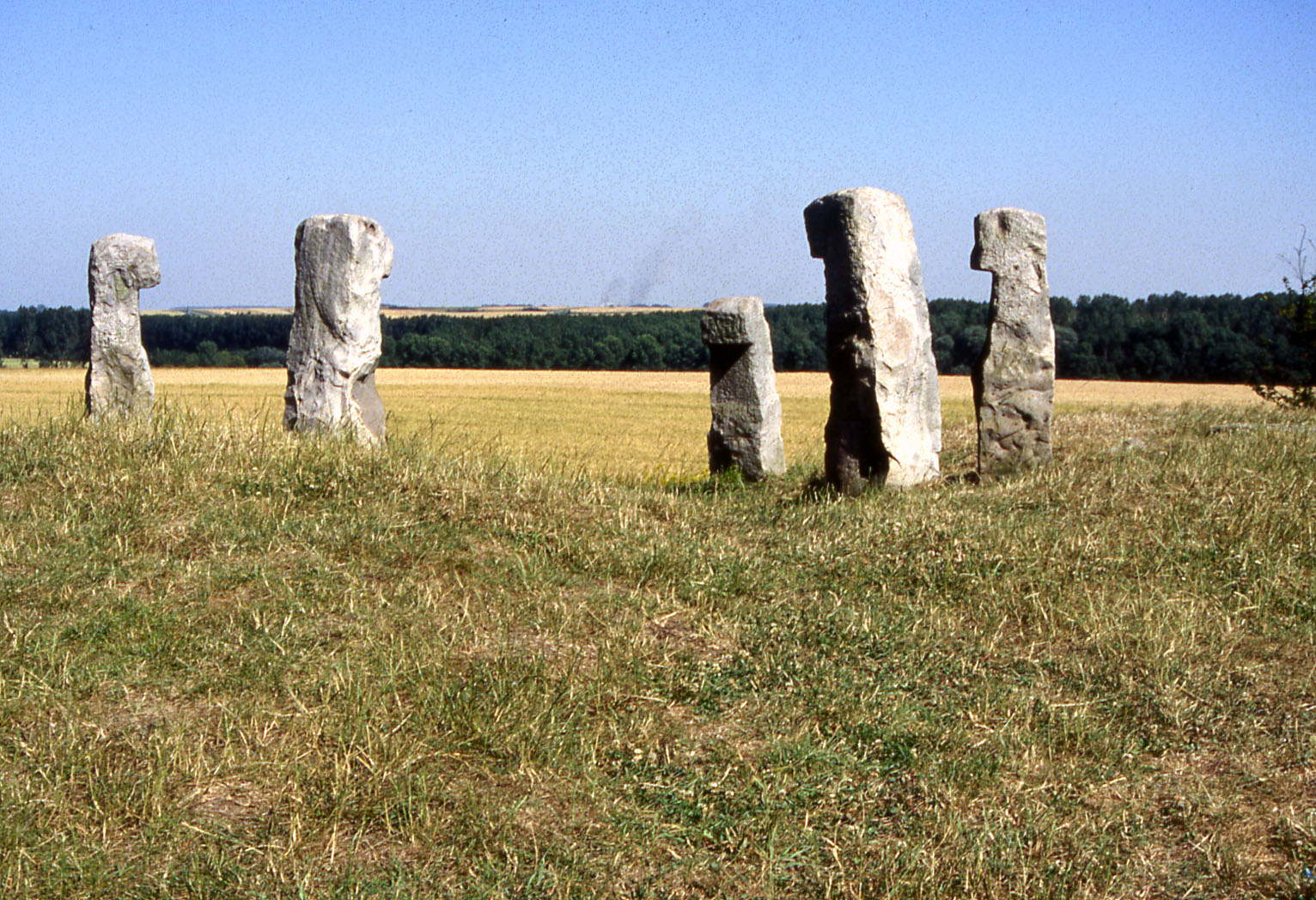
Les Bonnettes de Sailly-en-Ostrevent, Francia.
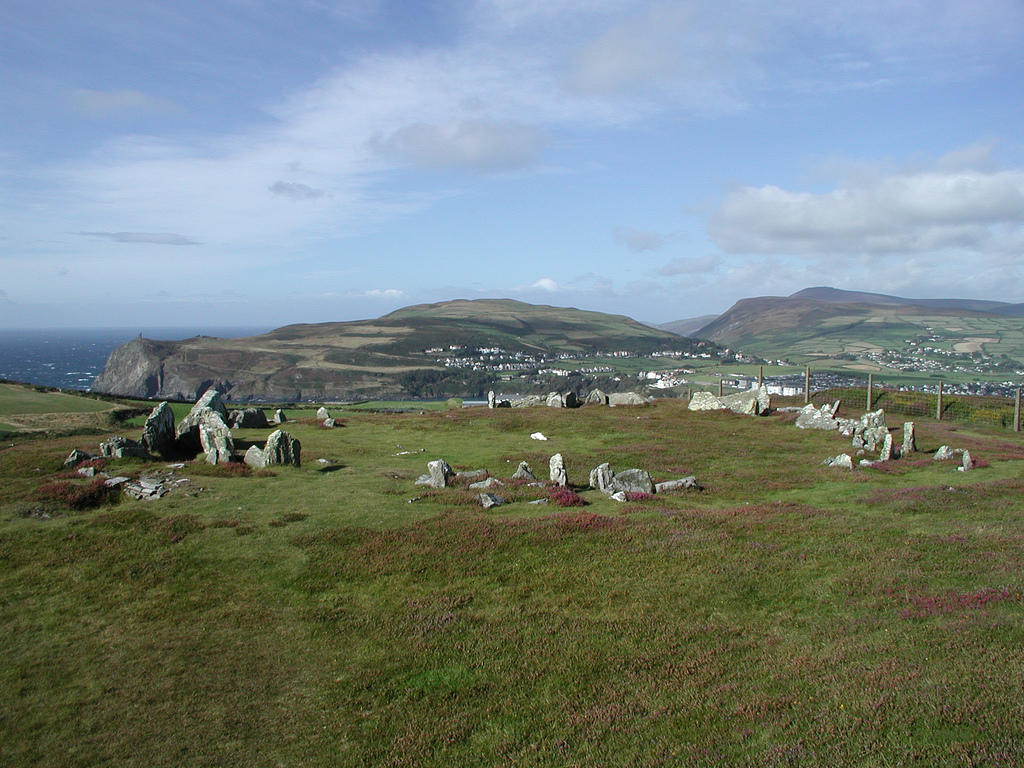
Mull Hill, en la isla de Man, Reino unido.
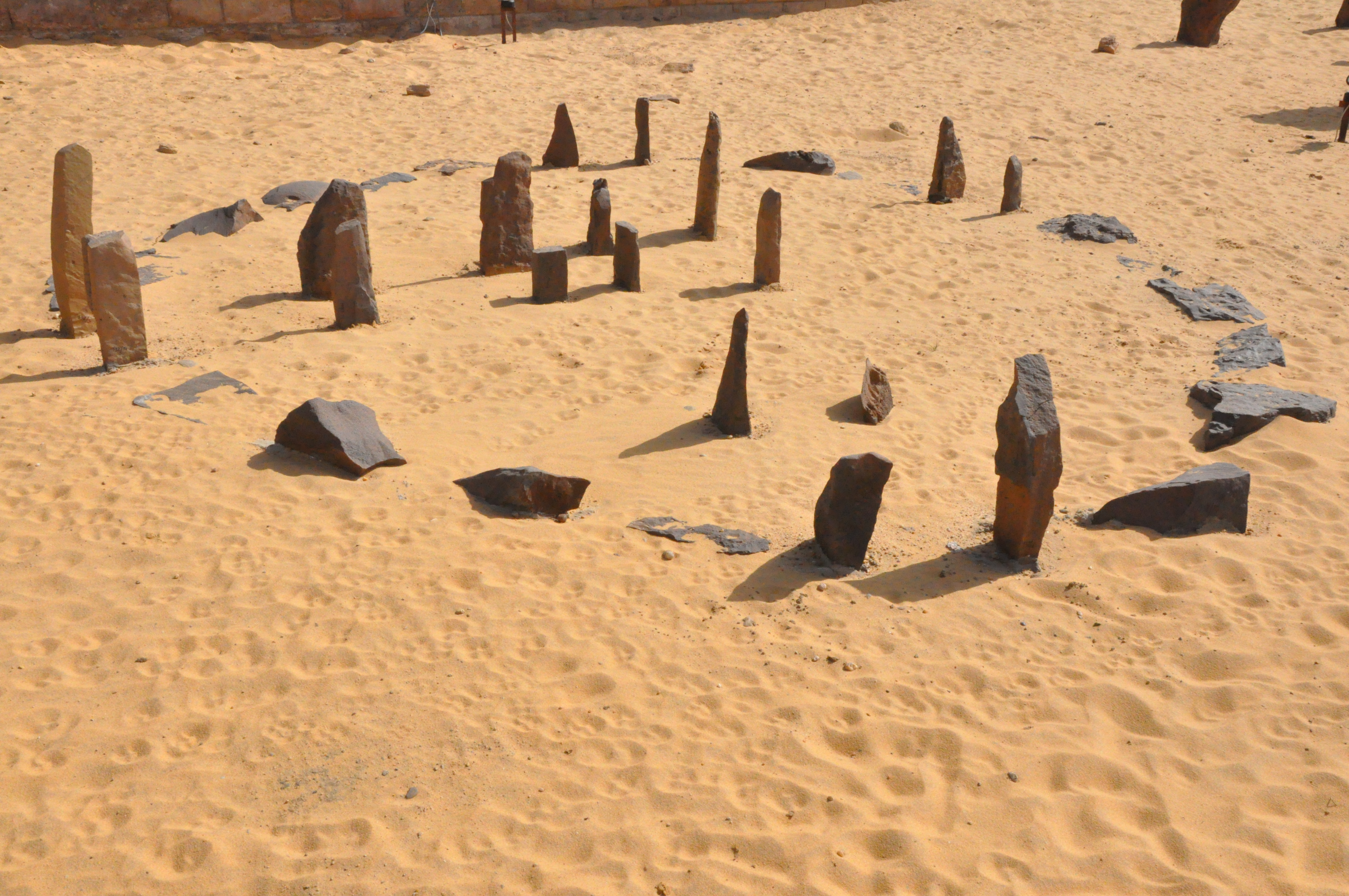
El crómlech de Nabta Playa, Egipto.
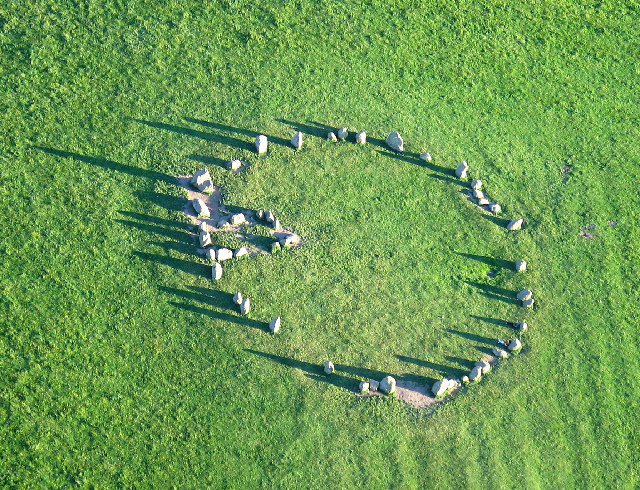
Crómlech de Castlerigg, Keswick, Reino Unido.

## Harrespilpirenaico

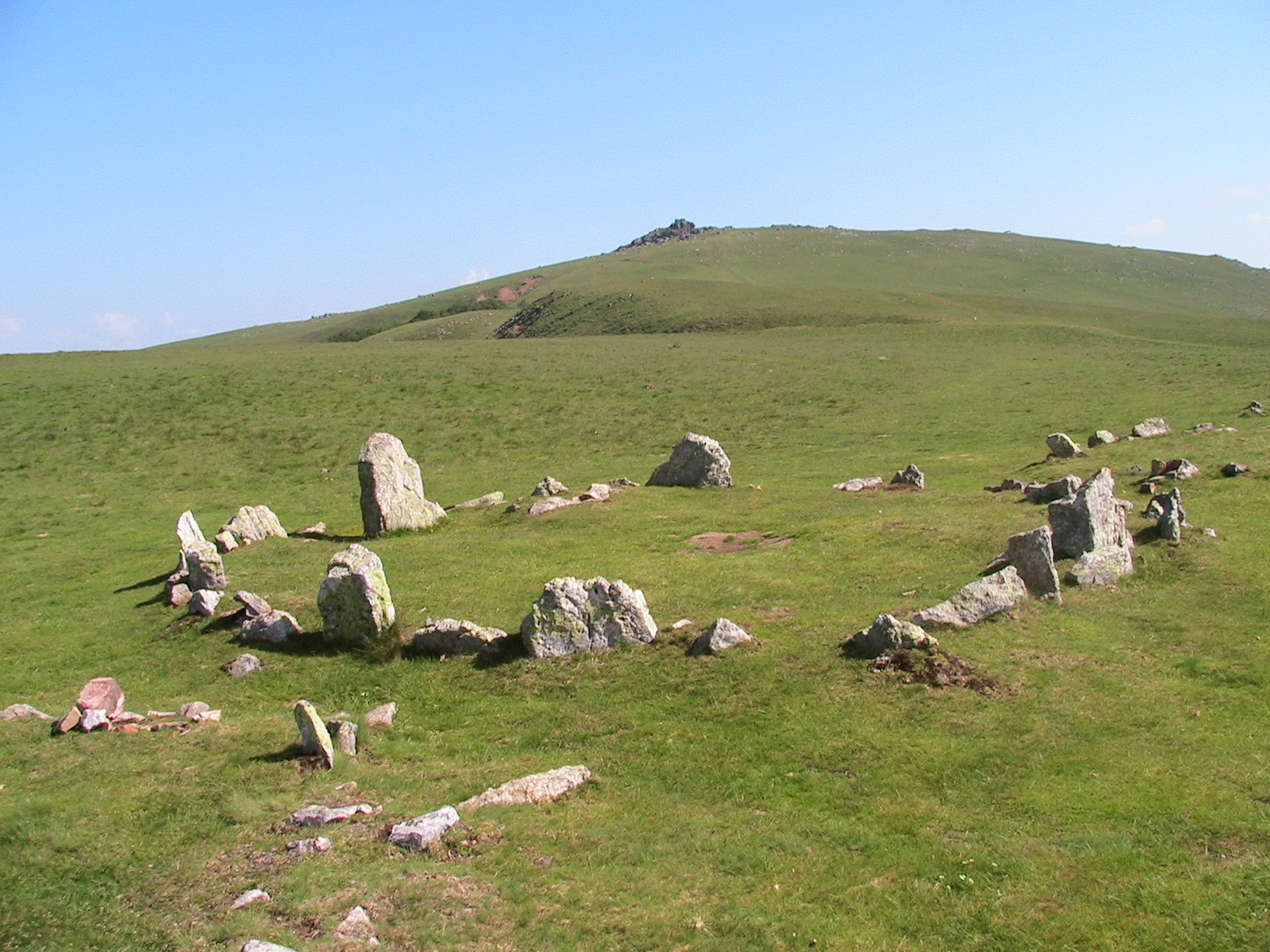
Harrespil de Okabe entre Lecumberry y San Juan Pie de Puerto (Francia).

También existen muchos monumentos de este tipo en el Pirineo central y occidental, cuyo nombre en euskera es harrespil, que significa «círculo de piedras». Su similitud con otros crómlech europeos reside en la forma (círculos de piedras clavadas en el suelo), pero son de pequeño tamaño: los hay cuyo diámetro no alcanza los tres metros, y hay pocos con más de quince. Sus piedras también son pequeñas. Los círculos, por lo general, están agrupados en número variable, y se sitúan en collados y cimas redondeadas. En ocasiones un crómlech rodea un túmulo e incluso un dolmen.
Los crómlech pirenaicos se asocian a la Edad del Hierro (primer milenio a. C.). En excavaciones realizadas se ha comprobado su función funeraria. Los cadáveres eran incinerados previamente, y sus cenizas se depositaban en vasijas de cerámica, o bien se rodeaban con losas pequeñas (formando una cista).
Su distribución geográfica abarca todo el Pirineo central y occidental, tanto al norte como al sur. Tiene una característica aún no explicada: por el oeste terminan bruscamente al llegar a los ríos Oria y Leizarán. En la divisoria oriental de la cuenca de este último río hay una importante cantidad de crómlech, pero en la divisoria occidental no hay ni uno solo. Al oeste de estos ríos se han localizado muy pocos ejemplares, aislados y dispersos (1 en Álava, 5 en Vizcaya y 3 en Navarra).